# آوگیاس
آوگیاس (به یونانی: Αυγείας، به انگلیسی: Augeas)، در اسطوره‌های یونان، پادشاه ایلیس است.
در فارسی با تلفظ فرانسوی اوژیاس (Augias) نیز نامیده می‌شود. آوگیاس اصطبلی بزرگ با سه هزار گاو داشت که سی سال تمیز نشده بود، تا اینکه هرکول (هراکلس) به عنوان پنجمین شاهکار خود درطی یک روز با منحرف کردن آب دو رودخانه آن را شست‌وشو داد و تمیز کرد.
اصطلاح طویله اوژیاس برای اشاره به مراکز و ادارات دولتی در بعضی کشورها که پر از فساد هستند نیز به‌کار می‌رود.

## اسطوره‌شناسی

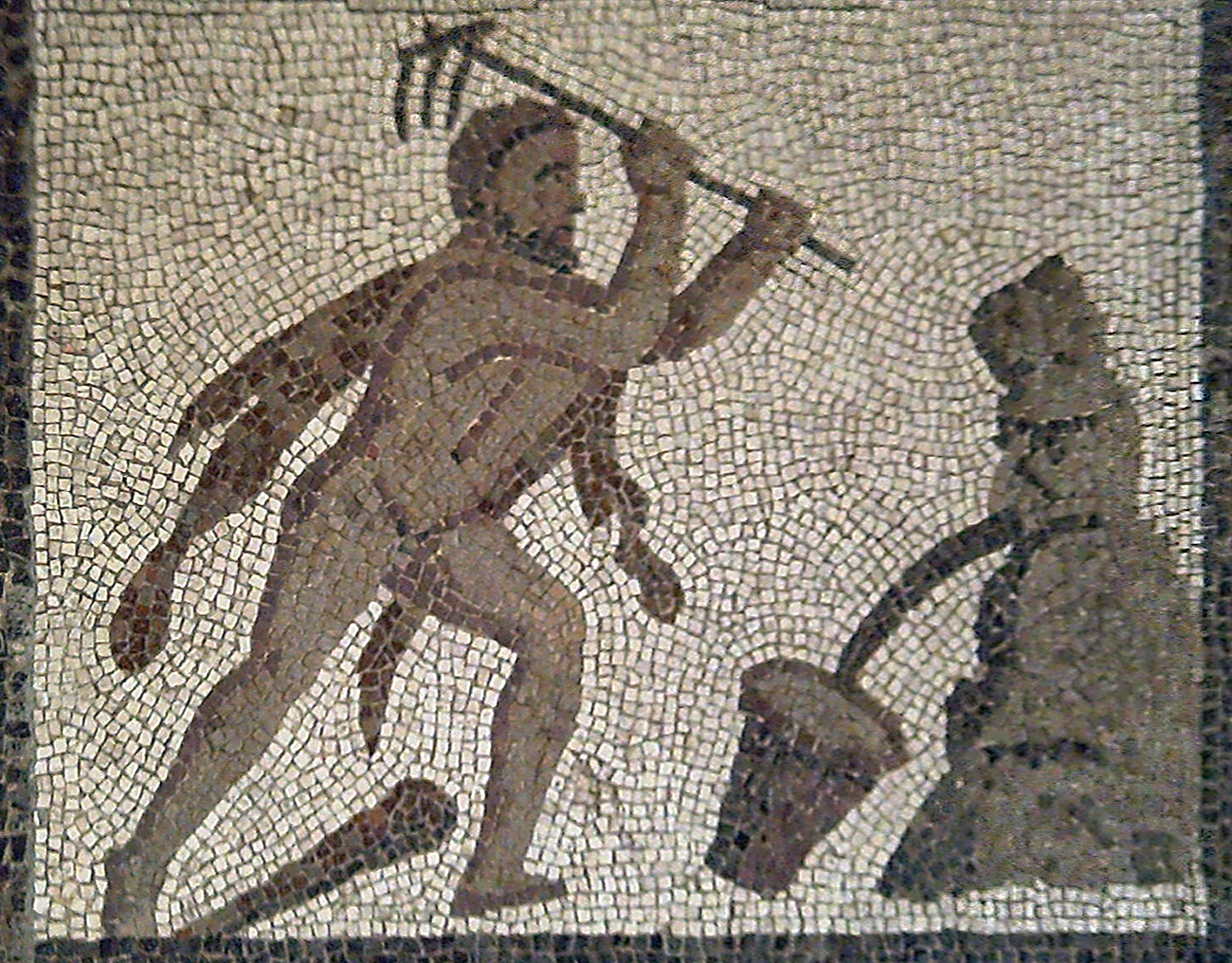
هراکلس در حال تغییر مسیر رود آلفئوس و پینیوس برای پاک‌سازی اصطبل‌های آوگیاس. موزاییک رومی، سده سوم میلادی.

پنجمین خان از دوازده‌خان هرکول  پاک‌سازی اصطبل‌های آوگیاس بود. ائوروستئوس این مأموریت را به‌قصد تحقیر (و نه مانند خان‌های پیشین به‌قصد نمایش قدرت) و نیز به‌عنوان کاری غیرممکن تعیین کرده بود، زیرا دام‌های آن محل از تندرستی الاهی برخوردار بودند (جاودانگی) و در نتیجه، مقدار عظیمی از کود (ἡ ὄνθος) تولید می‌کردند. این اصطبل‌ها بیش از سی سال تمیز نشده بودند، و ۳۰۰۰ رأس گاو در آن‌ها نگهداری می‌شد. با این حال، هراکلس موفق شد با تغییر مسیر رود آلفئوس و پینیوس، کثافت را بشوید و بیرون ببرد.
آوگیاس با خشم واکنش نشان داد، زیرا پیش‌تر به هراکلس وعده داده بود اگر بتواند کار را در یک روز به پایان برساند، یک‌دهم دام‌هایش را به او بدهد. اما وقتی هراکلس کار را تمام کرد، آوگیاس از انجام وعده سر باز زد؛ و هراکلس، پس از پایان خان‌ها، او را کشت. او پادشاهی‌اش را به فیلئوس، پسر آوگیاس که به دلیل حمایت از هراکلس در برابر پدرش تبعید شده بود، سپرد.
بر پایهٔ سروده‌های شاعر پیندار، هراکلس سپس المپیک را بنیان نهاد:
| « | آن بازی‌هایی که در کنار آرامگاه کهن پلپس، هراکلس نیرومند بنیاد نهاد، پس از آن‌که کلئاتوس، پسر الاهی پوسئیدون، و نیز اوریتوس را کشت تا بتواند برخلاف میل آوگیاس مستبد، پاداشی برای خدمت خود بستاند. | » |

ائوروستئوس این خان را از شمار خان‌های موفق ندانست، زیرا معتقد بود که جریان آب باعث تمیز شدن اصطبل‌ها شده و همچنین هراکلس برای این کار مزد گرفته است. از این‌رو، اعلام کرد که هراکلس هنوز هفت خان دیگر در پیش دارد و او را روانه کرد تا با پرندگان استومفالوسی مبارزه کند.